# 無吸盤臼齒麗鯛
無吸盤臼齒麗鯛，為輻鰭魚綱鱸形目隆頭魚亞目慈鯛科的其中一種，分布於非洲馬拉威湖南部流域，為特有種，體長可達20.4公分，棲息在沙泥底質水域，屬肉食性，以蝸牛為食，可作為觀賞魚。

## 擴展閱讀
維基物種上的相關：無吸盤臼齒麗鯛